# 石壁蠻之亂
石壁蠻之亂，又稱石璧蠻之亂，是阮朝初期廣義省西部少數民族發動的一系列反對朝廷的叛亂。
石壁蠻是當時對居住在廣義省西部的少數民族的統稱，他們以廣義省山河縣境內的石璧山而得名。石壁蠻包括當地人數最多的赫耶族，以及戈族、戈都族、巴拿族、色當族等。嘉隆、明命、紹治、嗣德年間，石壁蠻多次起兵騷擾越族人居住地。阮朝被迫修建廣義長壘來防禦他們。